# Regla de los 30º

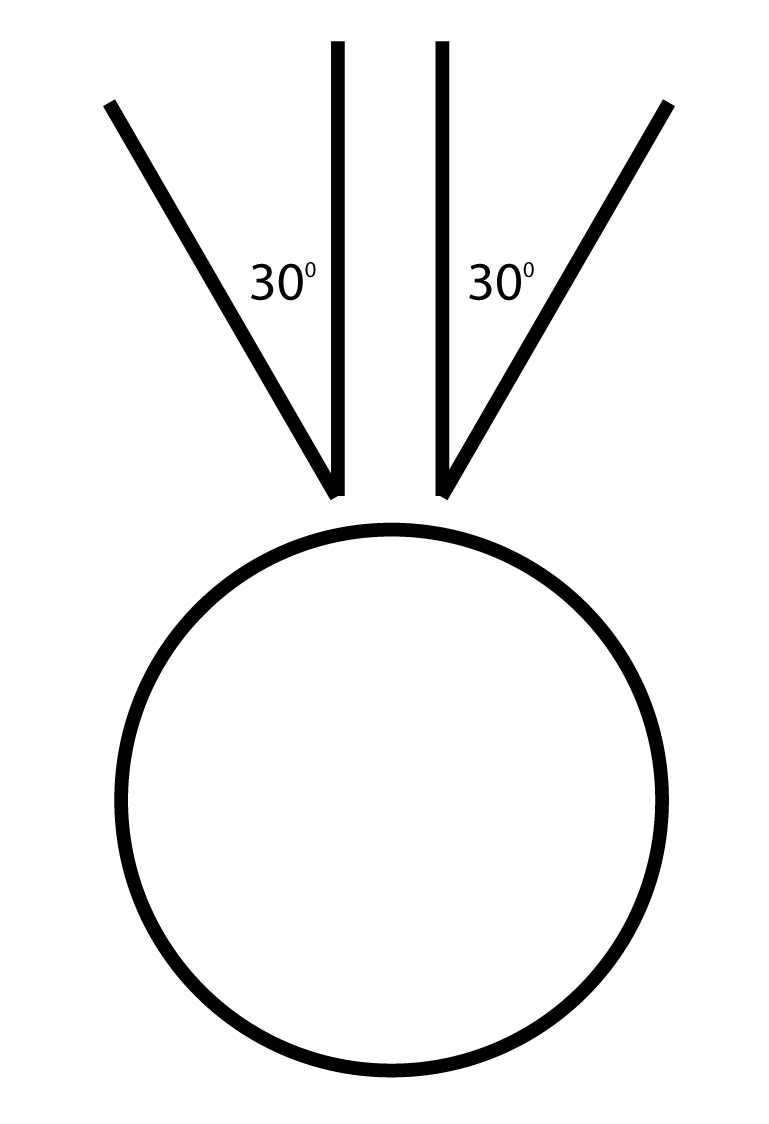
Relación entre los 30 grados y la visión humana binocular

La regla de 30 grados es una guía básica de edición de películas que establece que la cámara debe moverse al menos 30 grados entre las tomas del mismo sujeto que ocurren en sucesión. Si no se sigue esta regla, se produce un salto de corte y existe el riesgo de que el público empiece a centrarse en la técnica de filmación en lugar de centrarse en la historia que se está narrando
El cambio de perspectiva de 30 grados hace que los disparos sean lo suficientemente diferentes para evitar un salto cortado. Demasiado movimiento alrededor del sujeto puede violar la regla de 180 grados. Seguir esta regla puede suavizar el efecto de cambiar la distancia de disparo, como cambiar de un disparo medio a un close-up o a un close-up extremo.
La regla de 30 grados tiene su origen a principios del siglo XX. El legendario cineasta francés George Méliès, productor de una película silenciosa en blanco y negro, inspiró a los cineastas sucesores a prestar atención a esta regla de ángulo al hacer cortes entre trozos similares o casi idénticos. Cuando el propio Mèliés hizo su célebre Viaje a la Luna (1902) trató de enlazar trozos de película del mismo encuadre y con el mismo ángulo, después de cambiar la escena entre los disparos, para que pareciera que no había ningún corte en absoluto. Fue el primer intento del mundo para hacer efectos especiales.
Como sugieren Timothy Corrigan y Patricia White en The Film Experience : "La regla pretende enfatizar la motivación para el corte al dar una visión sustancialmente diferente de la acción. La transición entre dos disparos de menos de 30 grados de diferencia podría ser percibida como innecesaria o discontinua - resumiendo-, demasiado visible.
La regla es un caso especial de un dictum más general que afirma que el corte será agitado si los dos disparos que se cortan son tan similares que parece haber una falta de motivación para el corte. En su libro In The Blink of an Eye, el editor Walter Murch declara::

Tenemos dificultades para aceptar el tipo de desplazamientos que no son ni sutiles ni totales: cortar desde un disparo maestro de figura completa, por ejemplo, hasta un disparo ligeramente más ajustado que enmarca a los actores desde los tobillos. El nuevo disparo en este caso es lo suficientemente diferente como para indicar que algo ha cambiado, pero no lo bastante como para hacernos reevaluar su contexto.

El corte axial es una vulneración llamativa de esta regla para obtener un efecto seguro.